# Christian Kjellerup Hansen
Christian Kjellerup Hansen, kendt som C.K. Hansen (13. juli 1813 i København – 1. juni 1868 sammesteds) var en dansk grosserer, grundlægger af firmaet C.K. Hansen og far til Olof og Johan Hansen.
Han var søn af høker, brændevinsbrænder Peter Hansen (1780-1814) og Ellen Rasmusdatter (1789-1853). C.K. Hansen blev efter sin konfirmation sat i lære i det dengang store handelshus J.P. Suhr & Co., hvor han fik gode muligheder for at sætte sig ind i handelen, især i datidens kulhandel. Efterhånden avancerede han på grund af gode evner til forvalter på firmaets kulplads, hvor Hansen især leverede kul til de forbisejlende skibe, der for en kort tid ankrede op på reden. Hansen fik således anledning til at få sig en række venner blandt de skibskaptajner, som han betjente. I februar 1856 løste C.K. Hansen grossererborgerskab og i juli begyndte han sin egen virksomhed, C.K. Hansen. I firmaets tidlige stade var det især beskæftiget med kulleverancer til såvel danske som fremmede skibe, men hurtigt fik C.K. Hansen blik for andre forretningsområder. Snart drev C.K. Hansen en væsentlig handel med salt, ligesom virksomheden også snart kom til at omfatte havariagentur og fragtforretning inden for hele Østersøområdet. Selskabet var også repræsentant for flere engelske assurance- og rederifirmaer. Slutteligt spillede firmaet C.K. Hansen en betydningsfuld rolle i dansk landbrugseksport som bindeled mellem Danmark og henholdsvis England og Østersølandene. Firmaet drev derimod i C.K. Hansens levetid ikke rederivirksomhed – det var en senere tilføjelse, som efterhånden kom til at blive den dominerende aktivitet.
C.K. Hansen var optaget af kunst, hvilket måske skyldes indflydelse fra den Suhrske familie. Han erhvervede sig i løbet af få år en betydelig malerisamling, som blev udvidet af sønnesønnen Johan Hansen, og i hans dannede og selskabelige hjem kom mange kunstnere, ikke mindst skuespillere fra Det Kongelige Teater. C.K. Hansen var konsul for hansestæderne, blev kgl. agent 1864 og Ridder af Dannebrog 1866.
Han blev gift 2. december 1836 i Sankt Petri Kirke med Cathrine Marie Pohls (18. januar 1814 i Schonberg i Mecklenburg – 31. august 1895 i København), datter af bagermester og rådmand Christian Heinrich Pohls (1782-1829) og Catharina Sophie Hein (1790-1843, gift 2. gang 1831 med bagermester Joachim Daniel Christoph Methling, 1796- 1876, gift 2. gang med Louise Sophie Elisabeth Kniep, 1810-1871).
C.K. Hansen blev begravet på Holmens Kirkegård, men senere flyttet til Vestre Kirkegård.
Der findes et litografi af I.W. Tegner & Kittendorff fra 1869, efter foto. Portrætmaleri af David Monies fra 1870. Tegning. Buste (graven), kopi (førhen hos firmaet C.K. Hansen). Fotografier af F.F. Petersen og Georg E. Hansen.